# 耶律官奴
耶律官奴（？—1100年代），辽朝隐士。契丹族。字奚隐，林牙耶律斡鲁之孙。
耶律官奴嗜酒博学，熟悉本朝世系。开始他担任宿直将军，重熙九年（1040年）他因病退职。辽兴宗许耶律官奴自己选择担任一路节度使。耶律官奴推辞：“臣愚钝，不任官使。”加归义军节度使，他还是请致仕。耶律官奴和欧里部人萧哇志趣吻合，萧哇对耶律官奴说：“仕不能致主泽民，成大功烈，何屑屑为也！吾与若居林下，以枕簟自随，觞咏自乐，虽不官，无慊焉。”二人隐居林下，时称“二逸”。乾统年间，耶律官奴卒。